# 正六面体

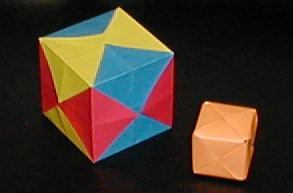
折り紙で作った正六面体

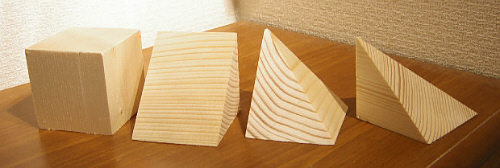
九章算術の復元模型
立方体、塹堵、陽馬、鼈臑

完全な立方体回転、15度毎の写真

正六面体（せいろくめんたい、英: regular hexahedron）または立方体（りっぽうたい、英: cube）とは、正多面体の一種であり、空間を正方形6枚で囲んだ立体である。
最も面 (幾何学)数の少ない正多面体である正四面体のすべての辺を、正三角形面の中心まで切稜することによって得られる。
トポロジー的には、正四面体の各面の重心を外側に持ち上げて正三角形を二等辺三角形に３等分し、底辺を共有する二等辺三角形同士が同一平面上となる（このとき直角二等辺三角形となる）ようにした形にもなっている。
日本の算数・数学教育においては小学校4年で扱う。

## 性質
- 直方体、ねじれ双三角錐の特殊な形。直方体の一種であるため、平行多面体、ゾーン多面体、六面体の一種でもある。
- 向かい合う面どうしは平行であり、隣り合う（接する）面とは互いに垂直に交わる。1つの頂点を共有する辺どうしは垂直に交わるが、接点を持たない辺どうしは平行な関係にある場合と互いにねじれの位置にある場合の2パターンがある。（直方体の性質）
- 立方体の部品　中国の古い文献「九章算術」によれば立方体の部品として、塹堵（ぜんと　斜面をもっている土堤）、陽馬（ようま　陽射しを運ぶ馬）、鼈臑（べつどう　海亀のすねのほね）に分けて研究されていた。
- 1m3の体積は一辺が1mの正六面体の体積　と定義される。1dm3（=1L）、1cm3なども同様である。
- 展開図の数は11種類。
- 各辺の長さが 1 の小立方体を k3 個使って各辺の長さ k の立方体を作ったとき、同時に見ることができる小立方体は最大 3k2−3k+1 個である。(オンライン整数列大辞典の数列 A003215)
- 正多面体の中で唯一、単独での空間充填が可能であり、この時のこの立体の配置は単純立方格子構造となる。
- 面の数は6、辺の数は12、頂点の数は8。これらはパスカルのピラミッド（英語版）の第4段（Layer 3）の三角形の各段の数字の総和に等しい。反対側の頂点同士を結ぶ対角線に沿って見た場合、面 (幾何学)、辺、頂点は各段の値の通りのグループに分割される。
- 頂点形状は正三角形であり、3本の辺と3枚の正方形が集まる。これらはパスカルの三角形の第4段の2、3番目の値に等しい。
- 正八面体と双対である。

## 計量
| 面の面積     | {\displaystyle A=a^{2}}                                 |
| 表面積       | {\displaystyle S=6A=6a^{2}}                             |
| 高さ         | {\displaystyle h=a}                                     |
| 体積         | {\displaystyle V={\frac {1}{3}}Sr=a^{3}}                |
| 対角線の長さ | {\displaystyle d={\sqrt {3}}a}                          |
| 外接球半径   | {\displaystyle R={\frac {d}{2}}={{\sqrt {3}}a \over 2}} |
| 内接球半径   | {\displaystyle r={a \over 2}}                           |
| 二面角       | 90°                                                     |
| 面の数       | 6                                                       |
| 辺の数       | 12                                                      |
| 頂点の数     | 8                                                       |

## 近縁な立体

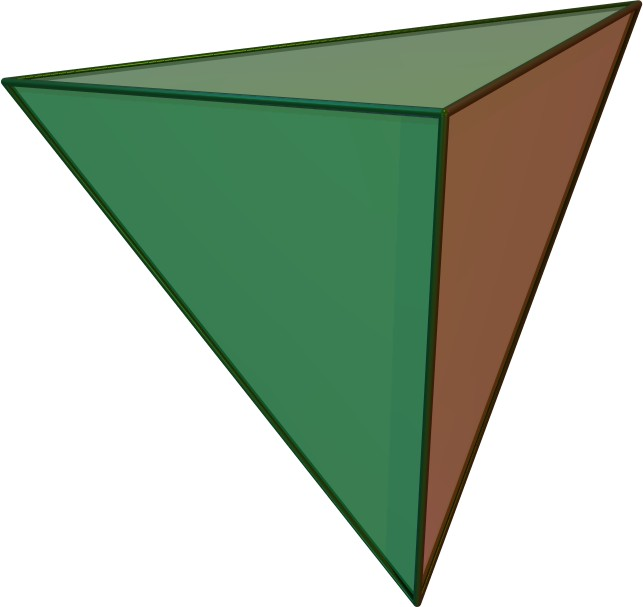
正四面体 {3, 3} （ベースの形／頂点を一つ飛ばしに結ぶ）
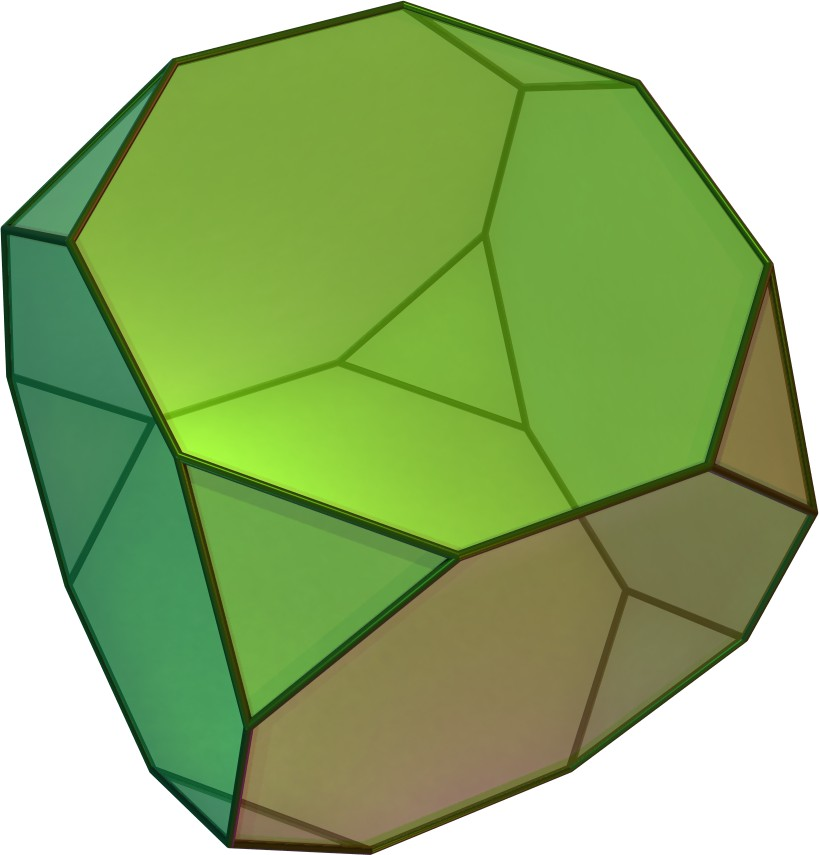
切頂六面体 t{4, 3} （切頂する）
立方八面体 r{4, 3} （深く切頂する）
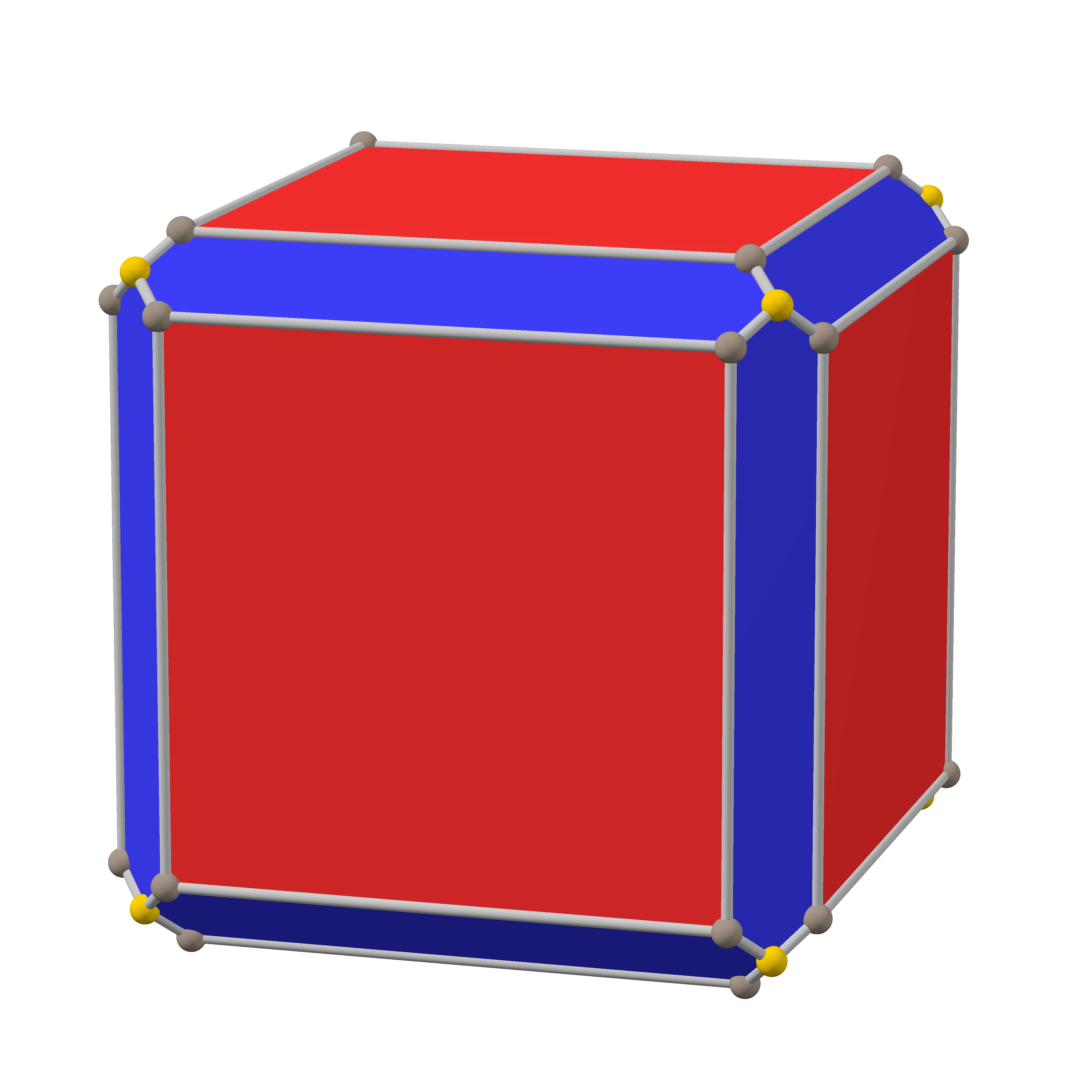
切稜立方体 （辺を削る）
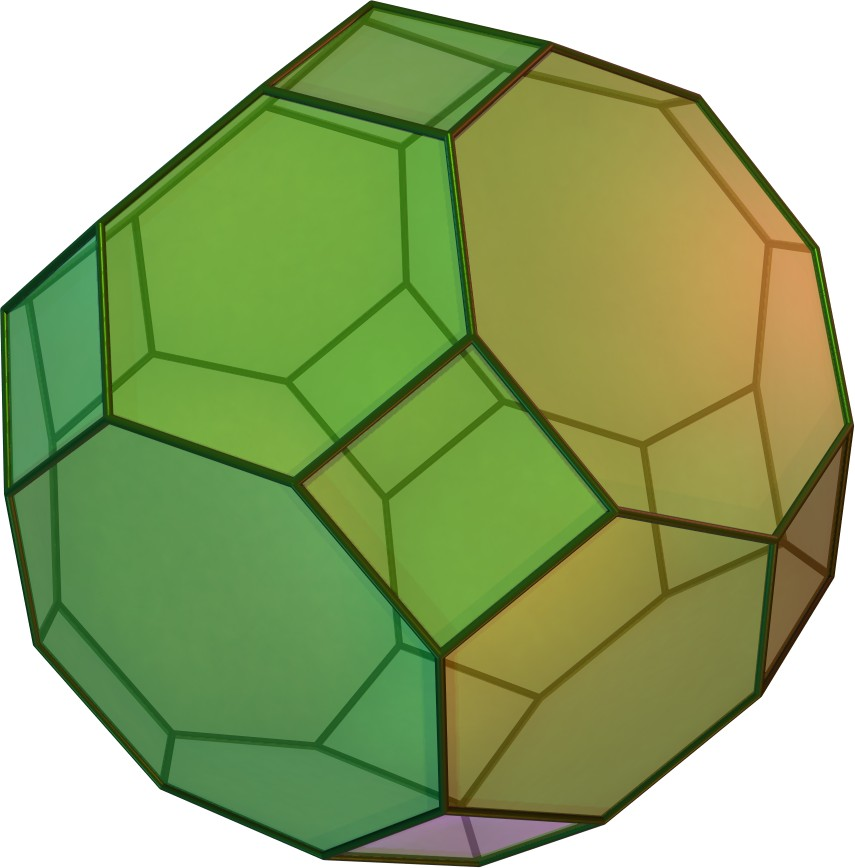
斜方切頂立方八面体 tr{4, 3} （頂点と辺を削る）
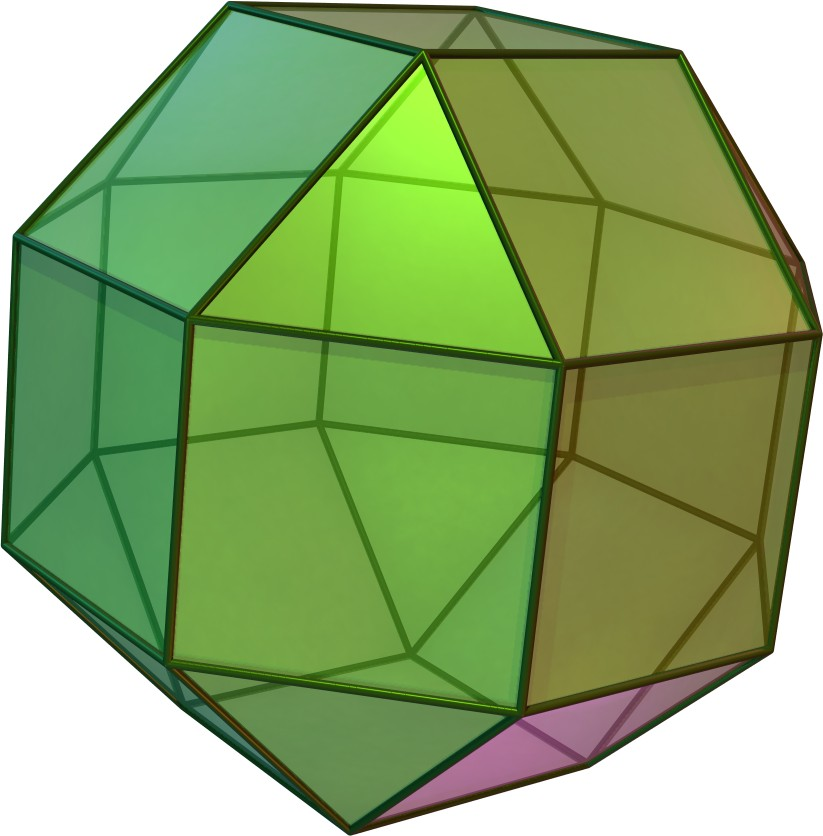
斜方立方八面体 rr{4, 3} （Expansionを行う）
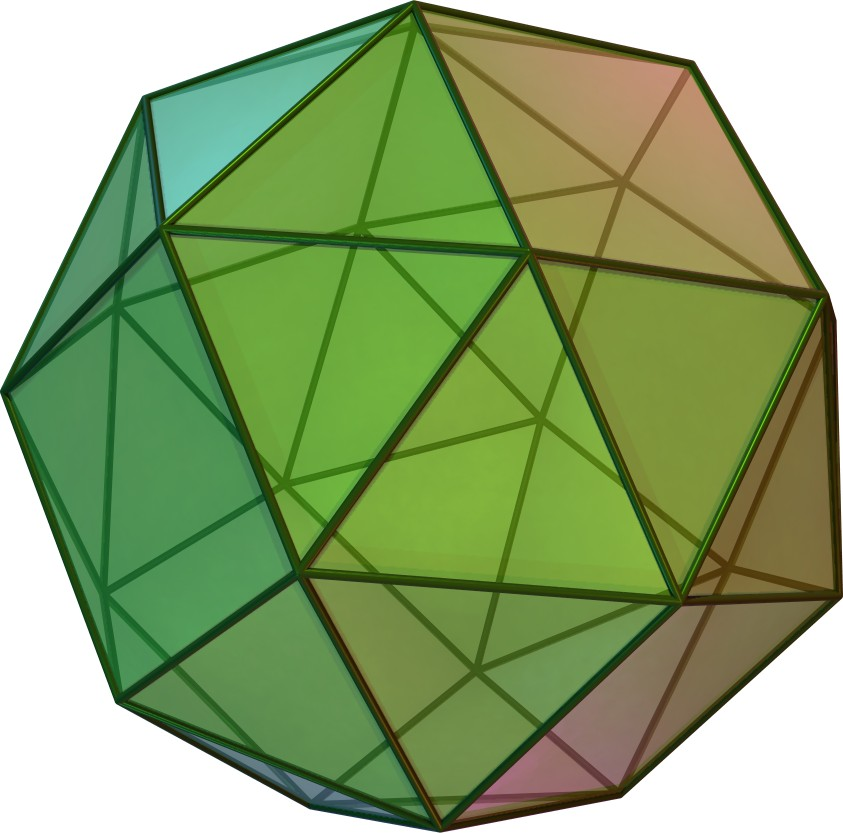
変形立方体 sr{4, 3} （面をねじる）
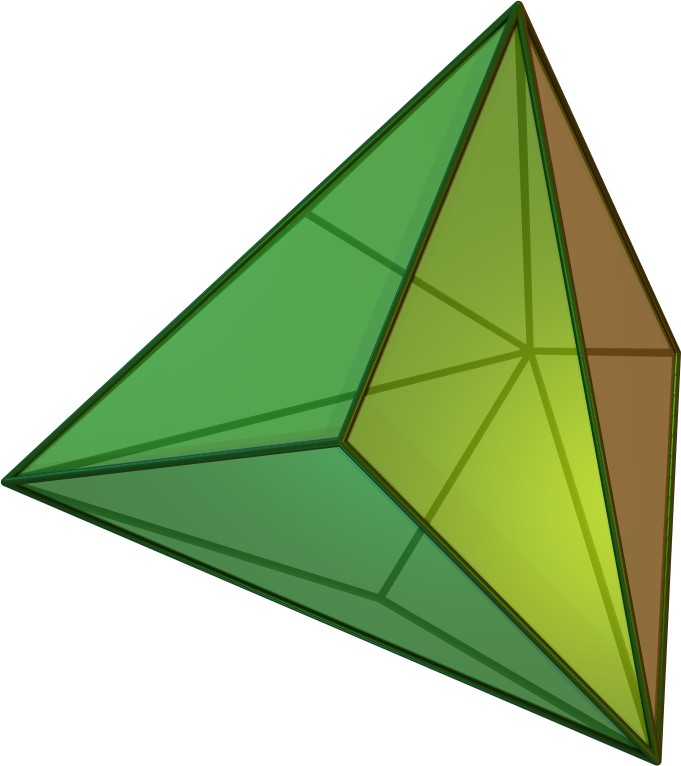
三方四面体 （正四面体との中間にあたる）
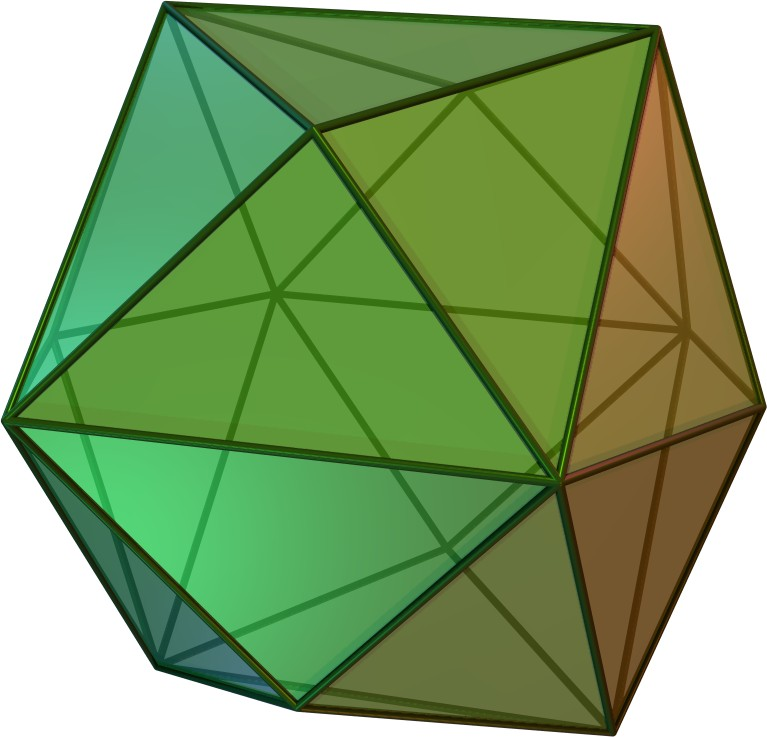
四方六面体 （各面の中心を持ち上げる）
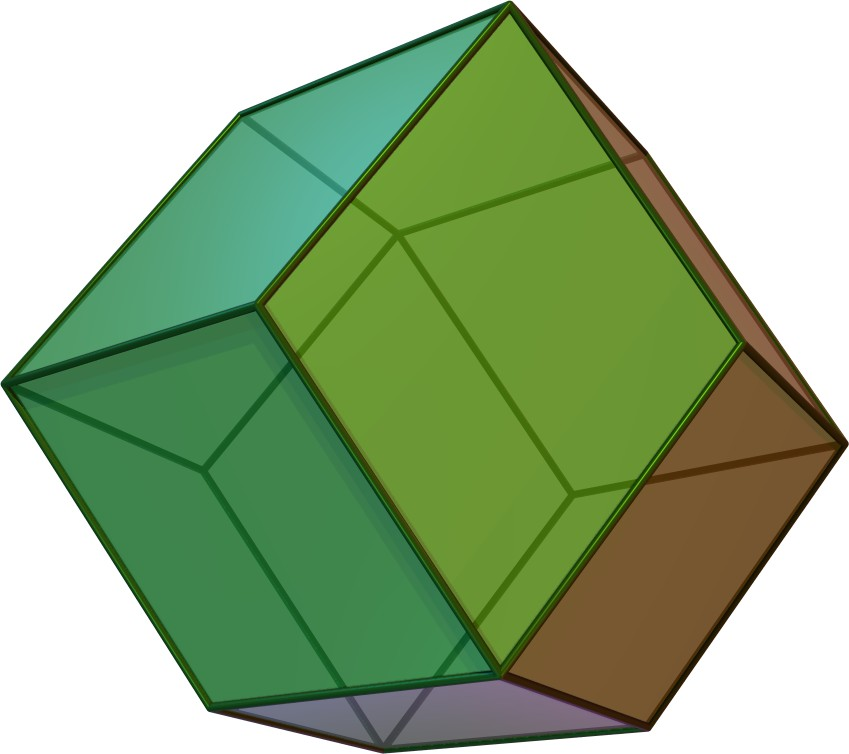
菱形十二面体 （各面の中心を更に持ち上げる）
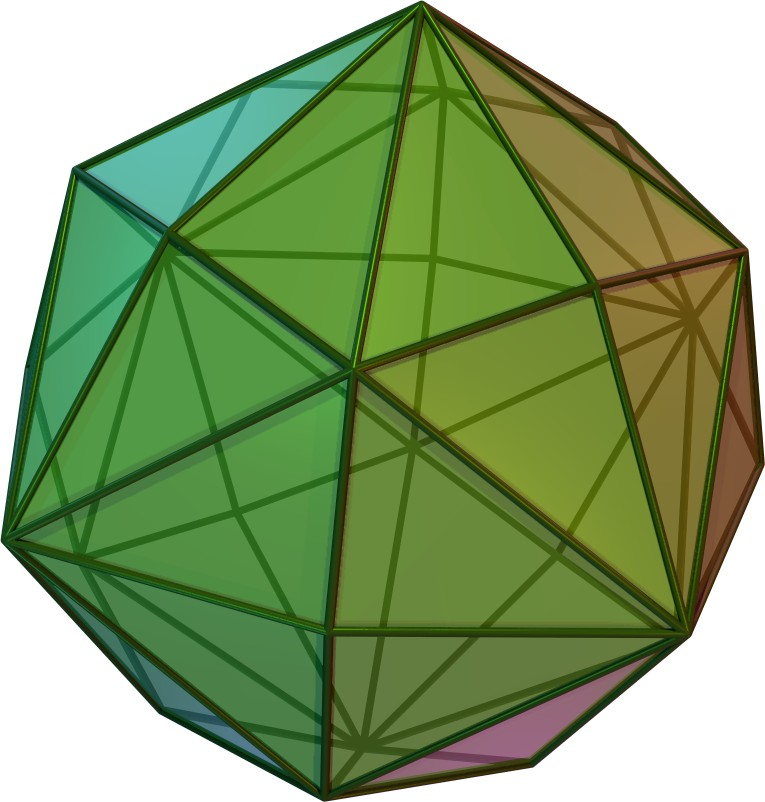
六方八面体 （各面と各辺の中心を持ち上げる）
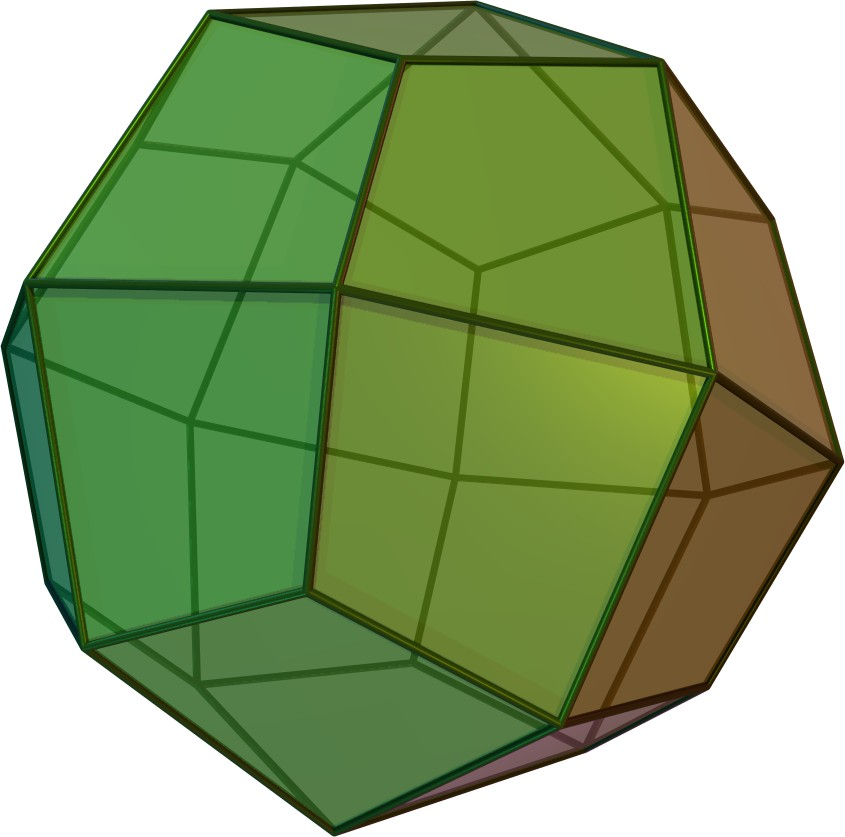
凧形二十四面体 （各面と各辺の中心を、四角形に分かれるように持ち上げる）
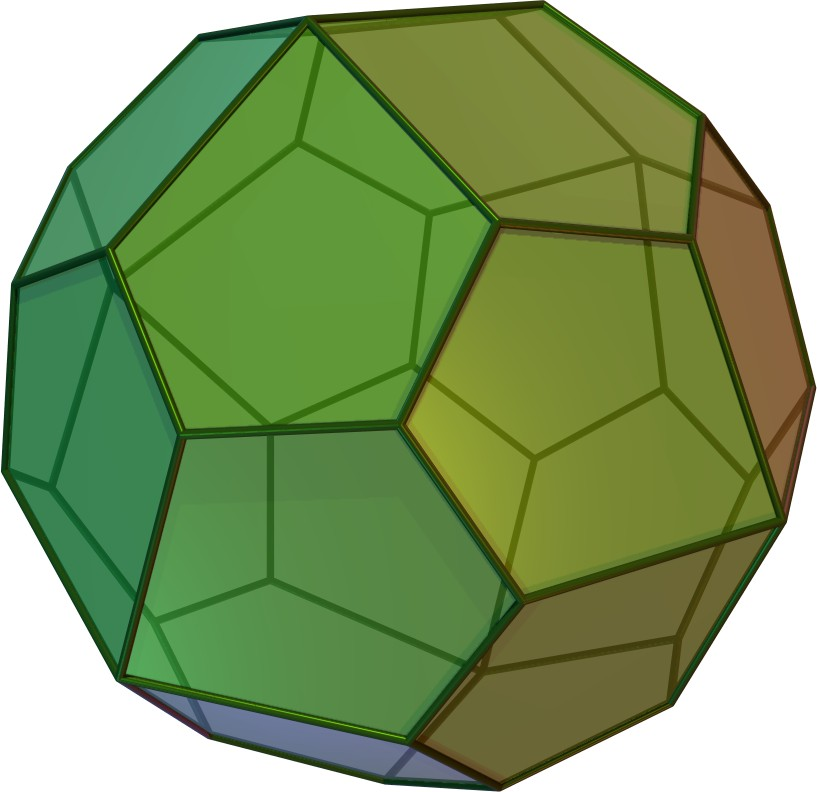
五角二十四面体 （頂点をねじる）
正十二面体 （頂点を隣り合うもの同士で逆方向になるようにねじる）
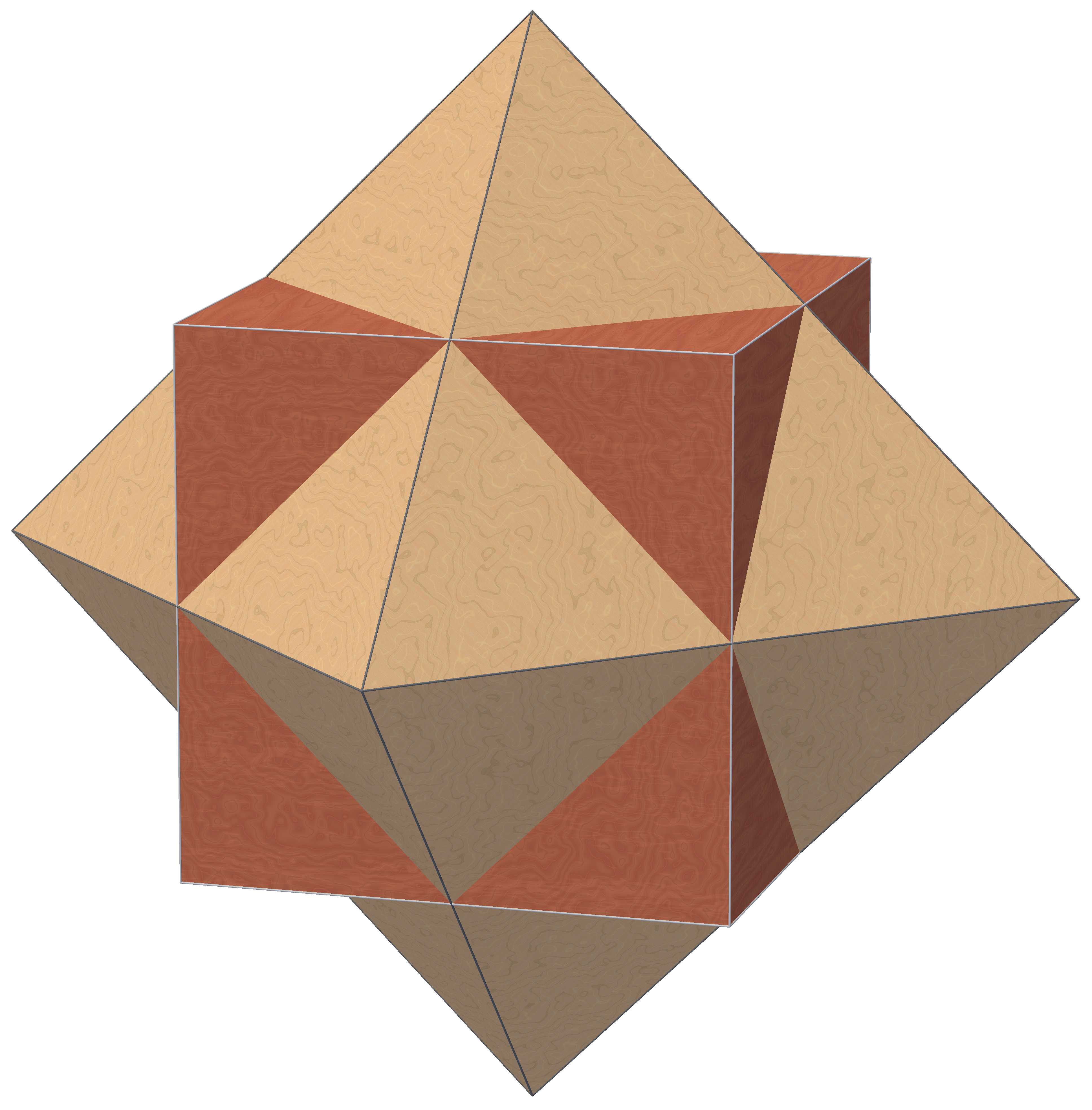
正六面体と正八面体による複合多面体
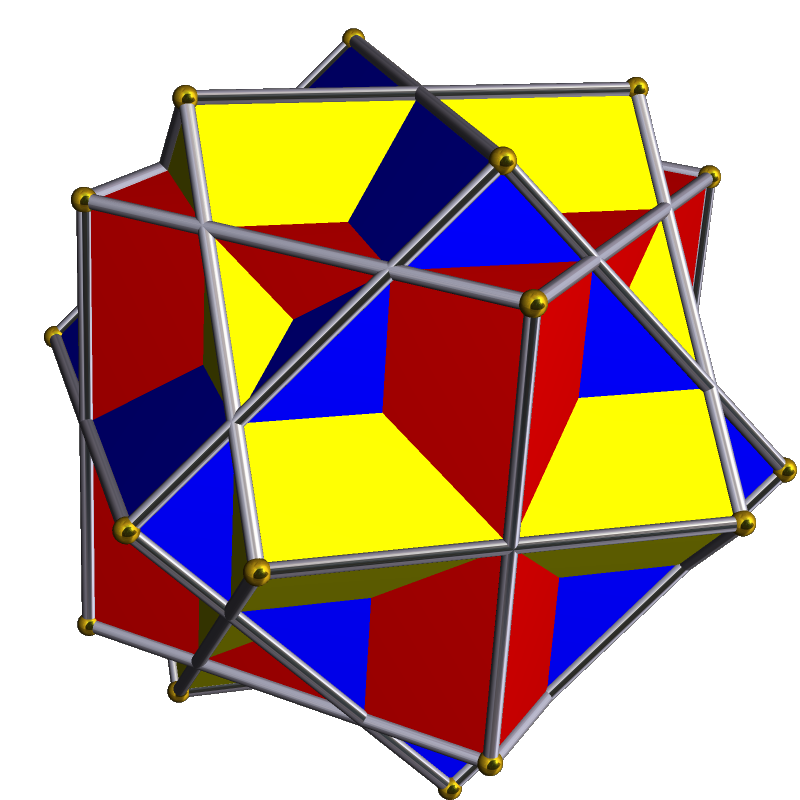
3個の正六面体による複合多面体
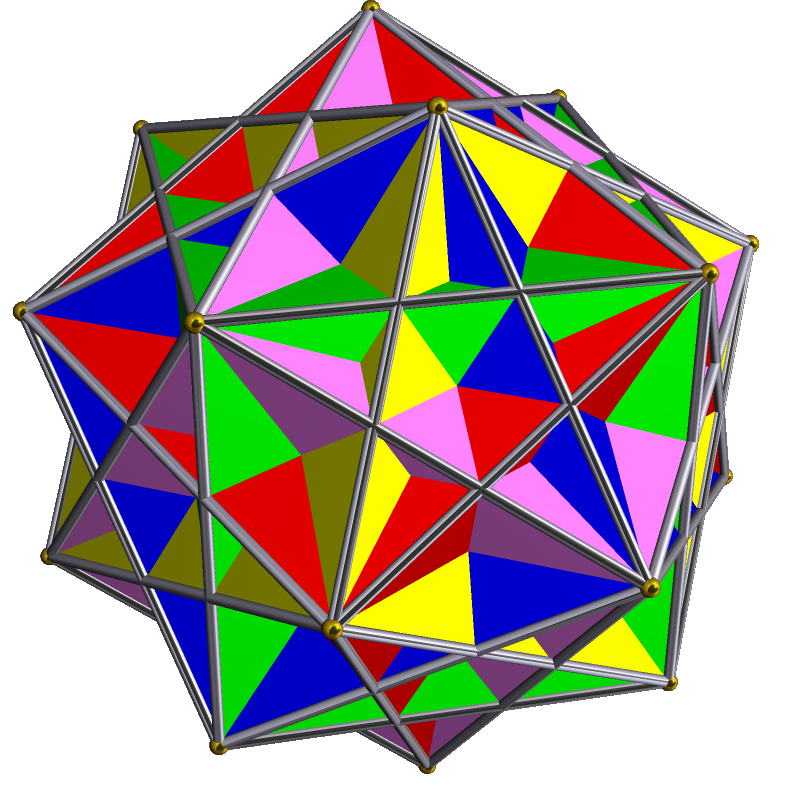
5個の正六面体による複合多面体
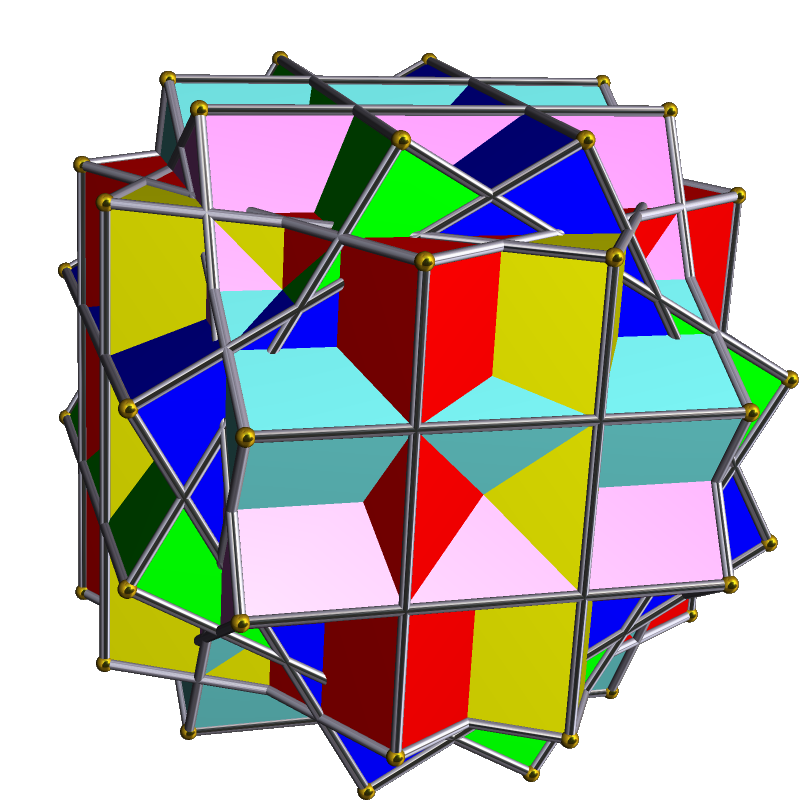
6個の正六面体による複合多面体
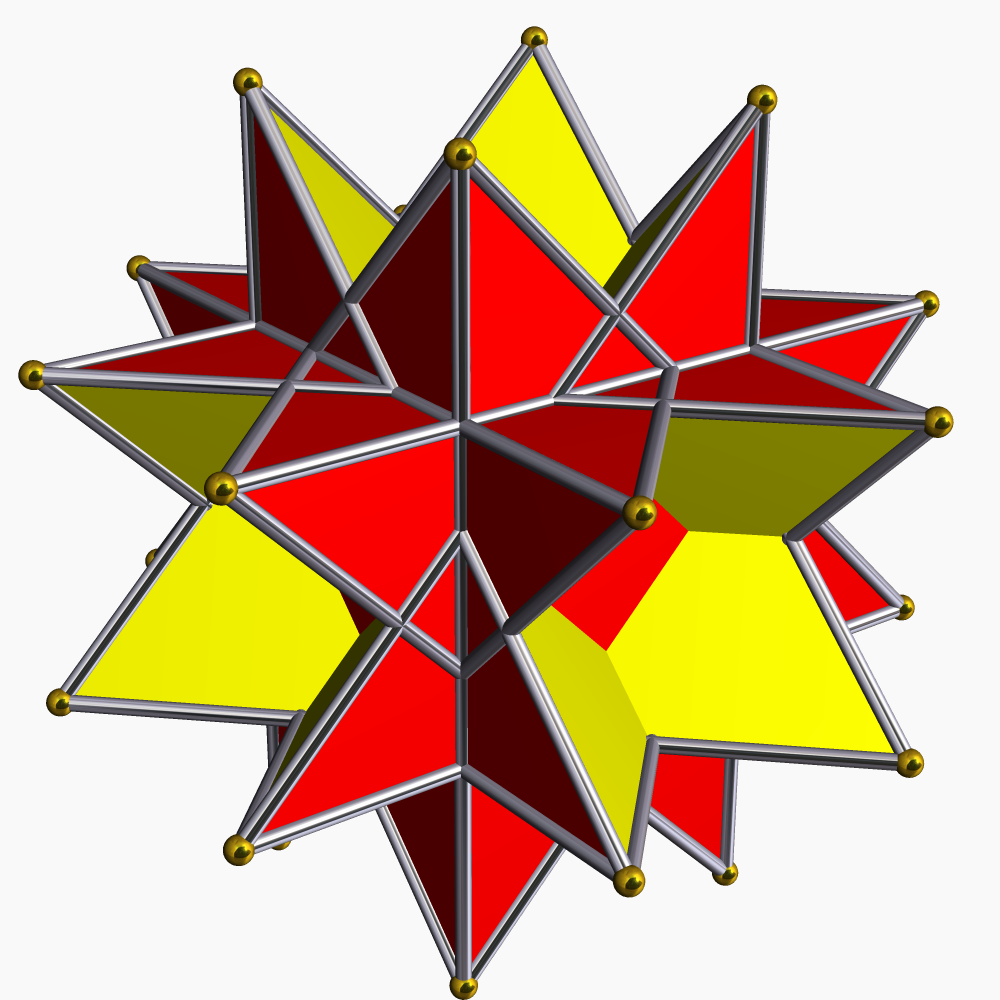
星型切頂六面体 t{4/3, 3}
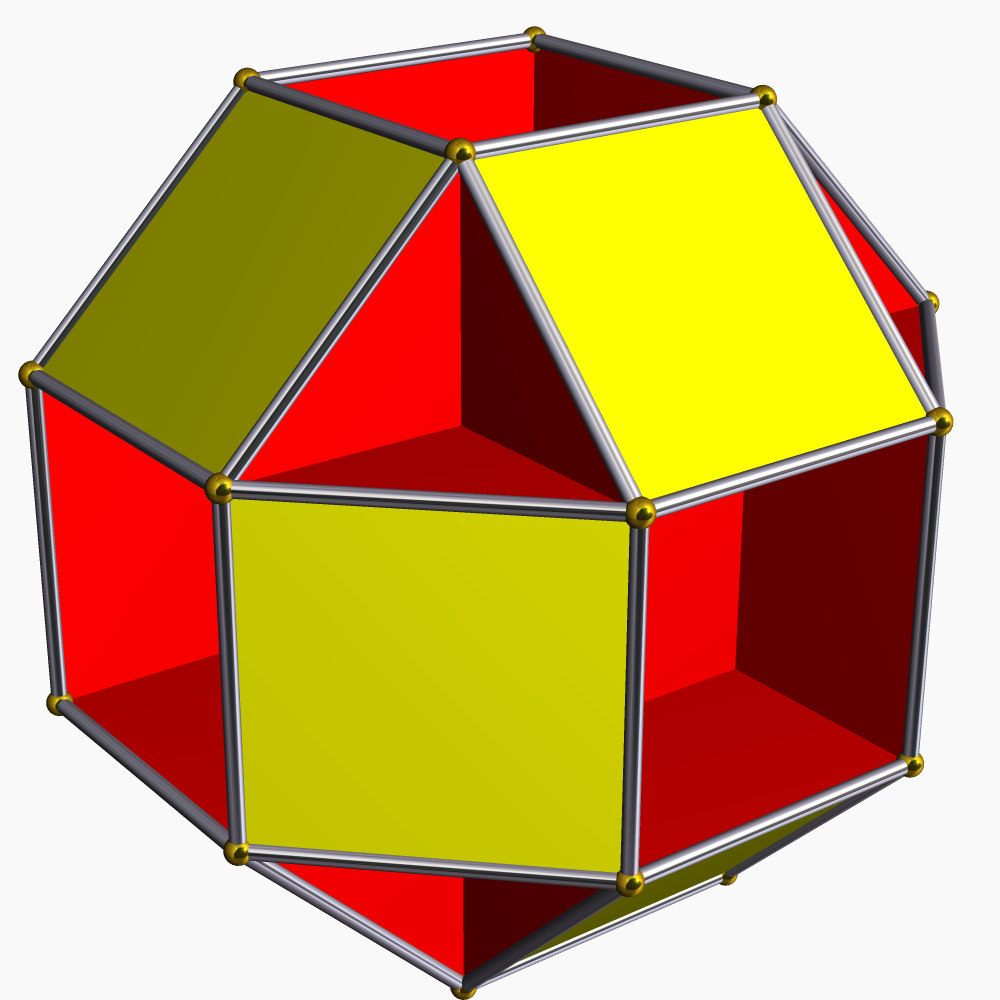
小斜方六面体
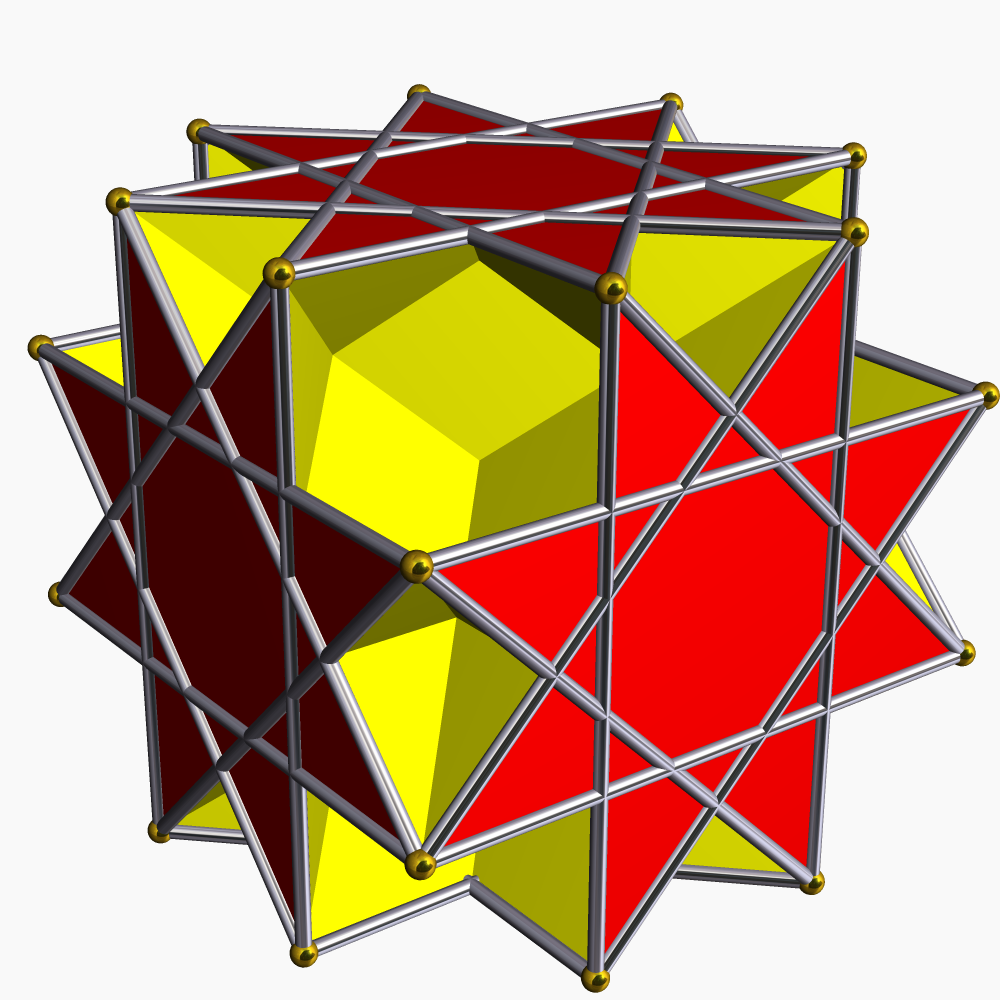
大斜方六面体
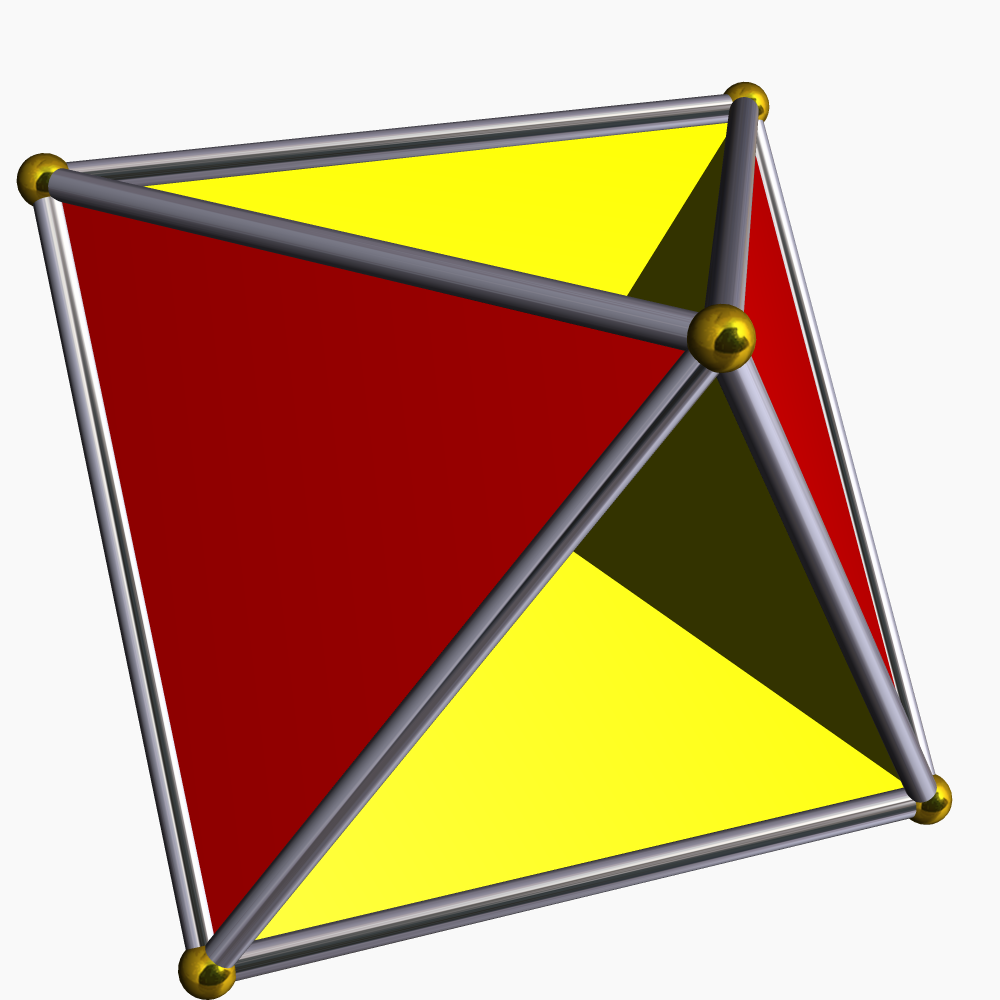
四面半六面体
星型八面体 （頂点が共通となる）
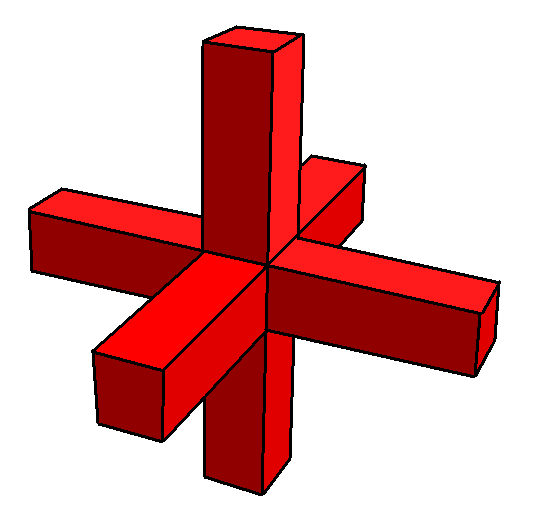
Tetrahemihexacron
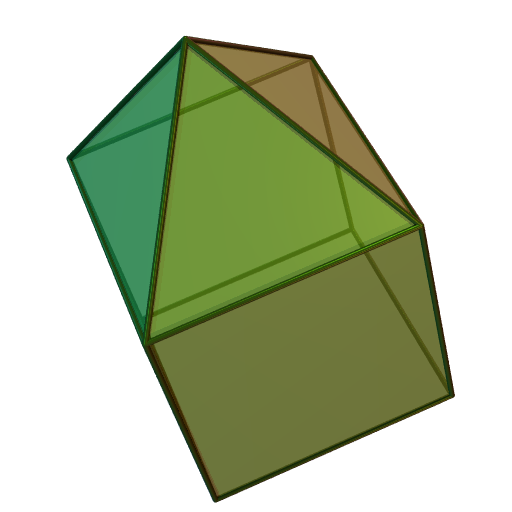
正四角錐柱 （正四角錐を追加する）
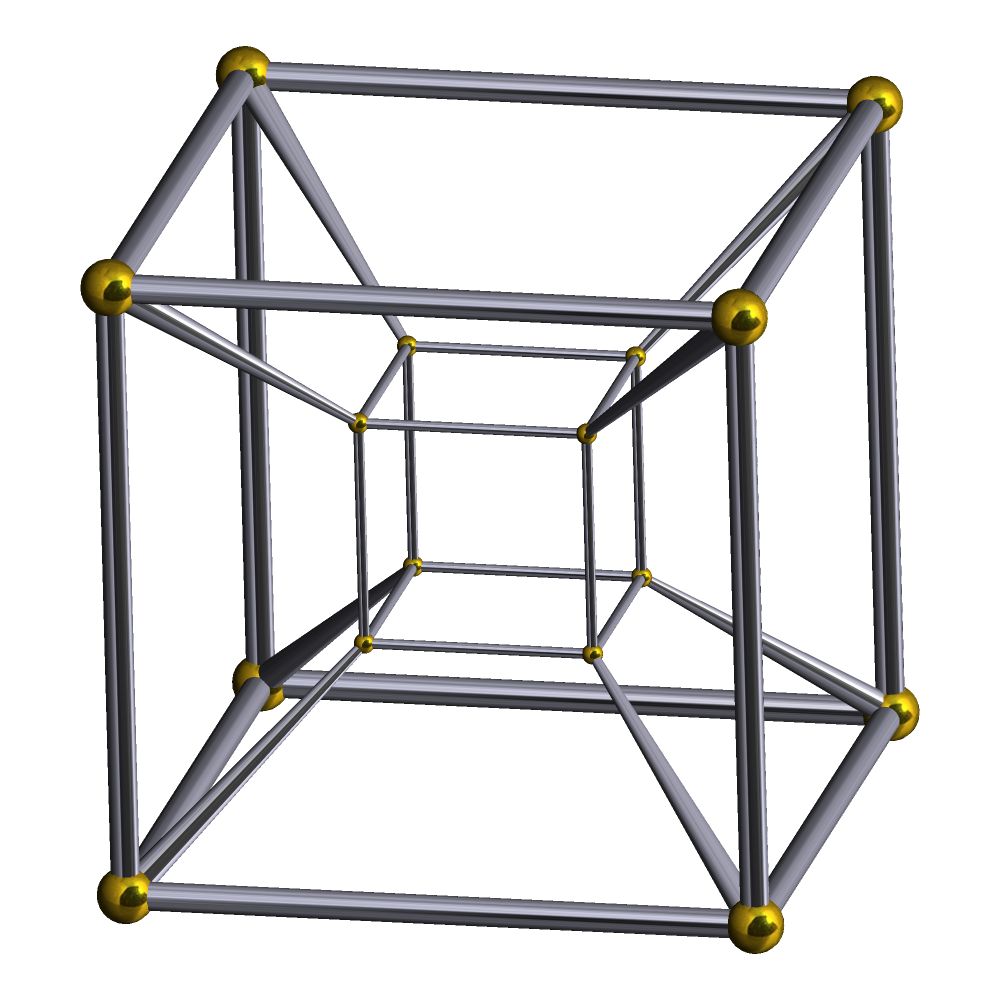
正八胞体 （8つを4次元空間内で貼り合わせる）